# Plaza del Obradoiro

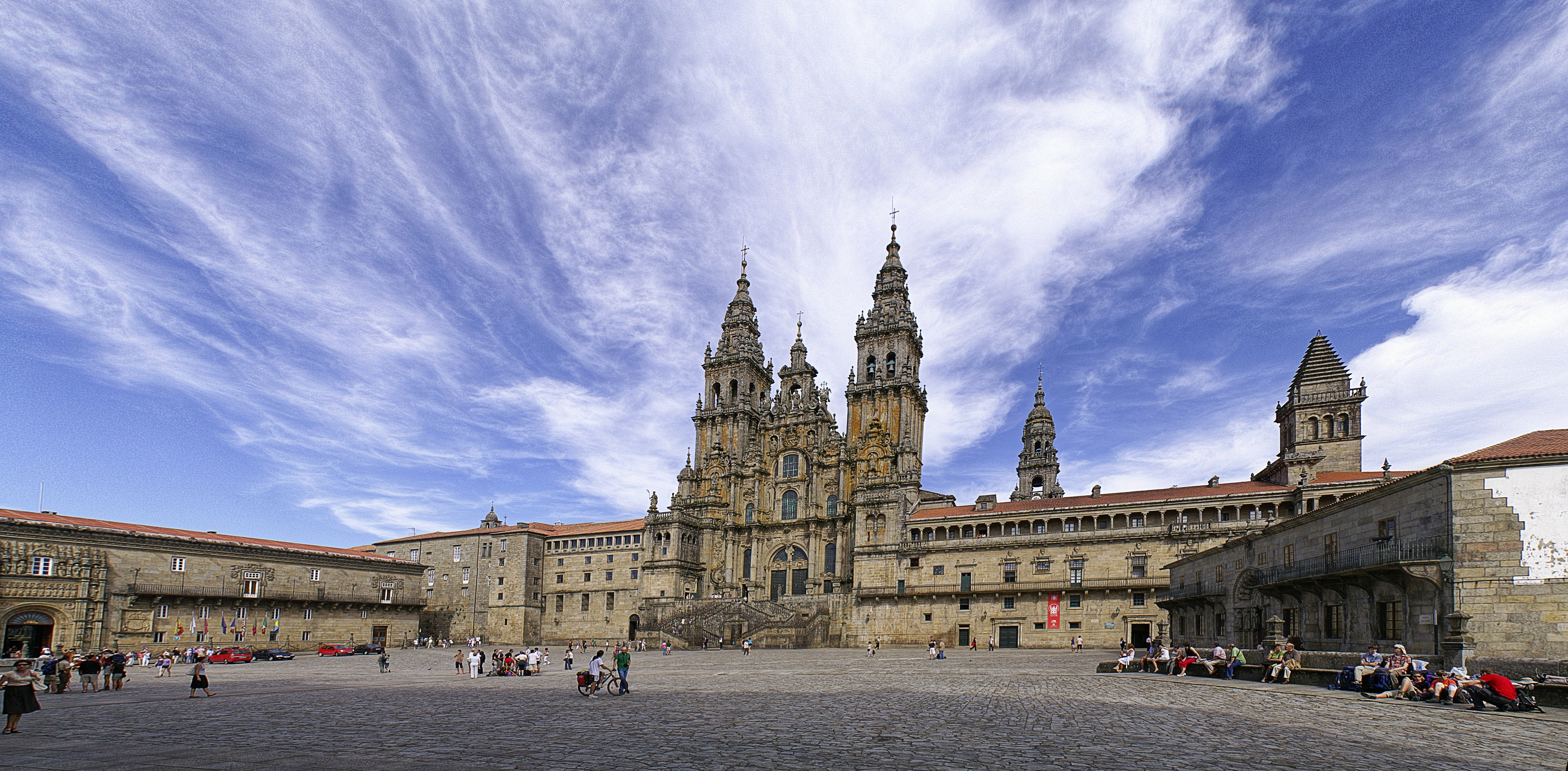
Plaza de Obradoiro gezien van naast het Pazo de Raxoi

Het Plaza del Obradoiro is het belangrijkste plein in de Spaanse stad Santiago de Compostella, de hoofdstad van de autonome gemeenschap Galicië. 
De naam van het plein is Galicisch en betekent Gouden werk. Daarmee wordt de voorgevel van de kathedraal bedoeld. 
Aan de oostkant van het plein ligt de kathedraal van de stad, het eindpunt van de Pelgrimsroute naar Santiago de Compostella. De barokke façade van de kathedraal dateert uit de 18e eeuw. Het gebouw aan de zuidzijde van de kerk is het klooster. Aan de noordzijde van de kerk bevindt zich el Pazo de Xelmírez, gebouwd in de 12e en de 13e eeuw. Dit is een belangrijk monument van de romaanse burgerlijke bouwkunst.
Aan de noordzijde van het Plaza del Obradoiro bevindt zich het Hostal de los Reyes Católicos. Dit vijfsterrenhotel is thans een parador (staatshotel). Hostal is in de classificatie van het Ministerie van Toerisme een eenvoudig hotel, dus de naam is in dat opzicht niet correct. Daar tegenover, aan de zuidzijde, is het rectoraat van de Universiteit van Santiago de Compostella. 
Aan de westkant van het plein ligt het Pazo de Raxoi, waarin het stadhuis en het kantoor van de president van de Xunta de Galicia (de regionale regering) gevestigd zijn.